# Hensenanthula
Hensenanthula is een geslacht van neteldieren uit de klasse van de Anthozoa (bloemdieren).

## Soorten
- Hensenanthula dactylifera Van Beneden, 1897
- Hensenanthula rotunda Leloup, 1964